# DSA-291
La DSA-291 es una carretera perteneciente a la Red Secundaria de la Diputación Provincial de Salamanca que une la  DSA-290  con la localidad de Valdelamatanza.

## Origen y Destino
La carretera  DSA-291  tiene su origen en El Cerro en la intersección con la carretera  DSA-290 , y termina en el casco urbano de Valdelamatanza, formando parte de la Red de carreteras de Salamanca.